# Chiêm tinh và khoa học
Chiêm tinh học bao gồm một số hệ thống niềm tin được cho rằng có một mối quan hệ giữa các hiện tượng thiên văn và các sự kiện hay đặc điểm nhân cách trong thế giới con người. Cộng đồng khoa học phủ nhận chiêm tinh học vì không có khả năng giải thích trong việc mô tả vũ trụ. Những thí nghiệm khoa học về chiêm tinh học đã được thưc hiện và không có bằng chứng nào tìm thấy hỗ trợ cho cơ sở và tác dụng có mục đích tiêu cực được nêu ra trong lịch sử chiêm tinh học.:424
Khi chiêm tinh học tạo ra những dự đoán giả mạo nghĩa là nó đã bị giả mạo.:424 Những thí nghiệm nổi tiếng nhất do Shawn Carlson chỉ đạo cùng với hội đồng các nhà khoa học và chiêm tinh học. Điều này đưa tới một kết luận rằng tử vi học chỉ là một cơ hội. Nhà chiêm tinh học và tâm lý học Michel Gauquelin tuyên bố đã tìm ra những thông số hỗ trợ cho thuyết "Hiệu ứng Sao Hỏa" đối với ngày sinh của các vận động viên, tuy nhiên không thể mở rộng trong các nghiên cứu sâu hơn. Những người tổ chức nghiên cứu sau này cho rằng Gauquelin đã cố gắng gây ảnh hưởng tới các nghiên cứu bằng cách gợi ý những cá nhân cụ thể bị gạt bỏ. Điều này cũng được Geoffrey Dean chỉ ra rằng những thông báo chính xác của cha mẹ về thời gian sinh (trước những năm 1950) có thể tạo một hiệu quả rõ rệt.
Chiêm tinh học vẫn chưa chứng minh được sự hiệu quả trong các nghiêm cứu kiểm soát và không có giá trị khoa học:85 và bị coi là phi khoa học.:1350 Không giả thuyết nào về cơ chế hoạt động như là vị trí hay chuyển động của các chòm sao hay các hành tinh có thể ảnh hưởng tới con người và sự kiện trên Trái Đất mà không mâu thuẫn với các khía cạnh sinh học và vật lý học cơ bản đã được hiểu rõ.:249

## Giới thiệu
Phần lớn các chuyên gia chiêm tinh học dựa vào việc thực hiện những trắc nghiệm tính cách chiêm tinh học và đưa ra những dự đoán có liên quan đến tương lai của người xem chiêm tinh.:83 Những người tiếp tục tin vào chiêm tinh học có xu hướng thực hiện theo, "mặc dù không có bất cứ cơ sở khoa học nào cho niềm tin của họ và thậm chí có những bằng chứng mạnh mẽ chứng minh điều ngược lại". Nhà vật lý thiên văn học Neil deGrasse Tyson bình luận về các niềm tin đối với chiêm tinh rằng "một phần của việc hiểu được suy nghĩ chính là hiểu được các quy luật của tự nhiên sắp xếp cuộc sống xung quanh chúng ta. Nếu không có kiến thức, không có năng lực suy nghĩ, bạn có thể dễ dàng trở thành nạn nhân của những người muốn lợi dụng bạn."
Tiếp tục tin vào chiêm tinh học bỏ qua sự thiếu tin cậy của nó bị coi là một minh chứng cho sự thiếu hiểu biết về khoa học.

## Lịch sử mối quan hệ với thiên văn học
Những lý thuyết cấu trúc cơ sở dùng trong chiêm tinh học có nguồn gốc từ người Babylon, tuy nhiên nó chỉ được sử dụng rộng rãi từ sự khởi đầu của thời kì văn hóa Hy Lạp sau khi Alexander Đại đế đánh chiếm Hy Lạp. Người Babylon không biết rằng các chòm sao không cùng trên một quả cầu thiên thể mà cách rất xa nhau. Sự xuất hiện của chúng gần như chỉ là ảo tưởng. Ranh giới chính xác định nghĩa một chòm sao chính là văn hóa và sự đa dạng của các nền văn minh.:62 Những nghiên cứu của Plolemy về thiên văn học đã đạt tới mức độ mong muốn, giống như tất cả các nhà chiêm tinh học mọi thời đại, nhằm dễ dàng tính toán sự chuyển động của các hành tinh.:40 Chiêm tinh học Phương Tây sớm hoạt động theo những khái niệm của Hy Lạp cổ đại về Thế giới vĩ mô và vi mô; nhờ đó mà y học chiêm tinh liên quan tới những gì xảy ra với các hành tinh và thiên thể khác trên bầu trời với hoạt động y tế. Điều này mang đến động lực thúc đẩy những nghiên cứu sâu hơn về thiên văn học.:73 Mặc dù vẫn bảo vệ những nghiên cứu về chiêm tinh học, Ptolemy đã thừa nhận rằng sức mạng của thiên văn đối với sự chuyển động của các hành tinh và các thiên thể khác được xếp trên các tiên đoán chiêm tinh học.:344
Tại thời kì vàng son của Hồi giáo, chiêm tinh học được hỗ trợ bởi các thông số thiên văn học, ví dụ như độ nghiêng của quỹ đạo Mặt trời, điều kiện để mô hình Ptolem có thể tính toán tới một con số đầy đủ và chính xác. Những người có quyền lực, ví dụ như Tể tướng Fatimid năm 1120, đã tài trợ cho việc xây các đài quan sát tiên đoán chiêm tinh học, tạo động lực giúp đưa ra các thông tin chính xác về hành tinh. Từ khi những đài quan sát được xây dựng để hỗ trợ các tiên đoán chiêm tinh học, chỉ một số ít có thể tồn tại lâu dài bởi sự cấm đoán chiêm tinh học của đạo Hồi và phần lớn chúng bị dỡ xuống ngay trong hoặc sau khi được xây dựng :57
Chiêm tinh học bắt đầu thực sự bị phủ nhận trong các nghiên cứu thiên văn học từ năm 1679, với sự xuất bản thường niên của cuốn La Connoissance des temps (tạm dịch: Các kiến thức về thời gian).:220 Không giống như phương Tây, tại Iran, sự phủ nhận thuyết Nhật tâm còn tiếp tục cho tới đầu thế kỉ 20, một phần do nỗi sợ hãi rằng nó sẽ phá hoại niềm tin phổ biến vào chiêm tinh và vũ trụ học của Hồi giáo tại Iran.:10 Công trình nghiên cứu đầu tiên của Ictizad al-Saltana có tên Falak al-sa'ada, mang chủ trương xóa bỏ niềm tin vào chiêm tinh học và thiên văn học cũ tại Iran đã được xuất bản năm 1861. Với chiêm tinh, việc trích dẫn sự thiếu năng lực của những nhà chiêm tinh khác nhau để đưa ra những dự đoán giống nhau về những gì xảy ra dựa trên các mối liên hệ và mô tả đặc tính các nhà chiêm tinh học gắn cho các hành tinh là một điều phi lý.:17–18

## Triết học của khoa học

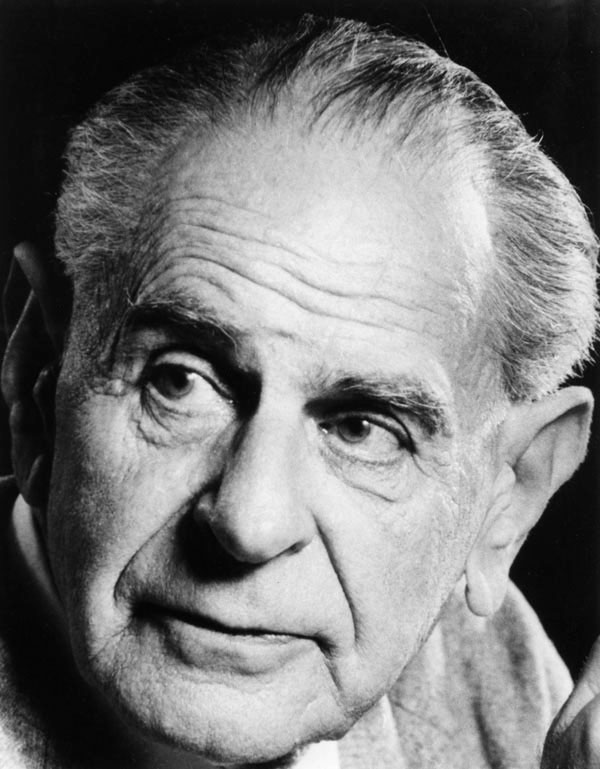
Popper giả thuyết rằng khả năng giả mạo là một ý tưởng để phân biệt giữa khoa học với phi khoa học, sử dụng chiêm tinh học như một ví dụ cho ý tưởng rằng được xử lý giả định trong khi thử nghiệm.

Chiêm tinh mang đến một ví dụ tinh tế về giả khoa học vì nó đã được thử nghiệm nhiều lần nhưng lại thất bại trong tất cả các thử nghiệm đó.:62

### Khả năng giả mạo
Khoa học và phi khoa học thường được phân biệt bởi các tiêu chí của giả mạo. Những tiêu chí đầu tiên được đặt ra bởi nhà triết học khoa học Karl Popper. Theo Popper, khoa học không dựa trên cảm ứng mà thay vào đó những thành tựu khoa học là sự cố gắng giả định ra những học thuyết vốn có qua các thí nghiệm mới lạ. Chỉ cần một thí nghiệm thất bại, thì học thuyết đó chỉ là giả mạo.:10
Vì thế, mỗi thí nghiệm học thuyết khoa học phải phản bác lại kết quả của học thuyết giả mạo hiện tại, và mong đợi một kết quả khác phù hợp với học thuyết. Theo như cách sử dụng các tiêu chí giả tạo này, chiêm tinh học chính là giả khoa học.
Chiêm tinh học là ví dụ điển hình nhất về giả khoa học của Popper.:7 Popper coi chiêm tinh học là "giả thực nghiệm" mà trong đó "nó kêu gọi sự quan sát và thử nghiệm:, nhưng "chưa bao giờ đạt tới chuẩn mực khoa học".:44
Tương phản với các quy luật khoa học, chiêm tinh học không phản hồi với sự giả mạo qua các thí nghiệm. Theo Giáo sư thần kinh học Terence Hines, đây là một dấu hiệu của giả khoa học.:206

### "Không có câu đố nào cần lời giải"
Trái ngược với Popper, nhà triết học Thomas Kuhn cho rằng chiêm tinh học phi khoa học không phải vì thiếu sự giả định, mà vốn dĩ quá trình và khái niệm của chiêm tinh học là phi thực nghiệm.:401 Theo Kuhn, mặc dù chiêm tinh học đã từng tạo ra những tiên đoán "hoàn toàn thất bại" nhưng điều này không làm tự làm nó trở nên phi khoa học, kể cả cách mà các nhà chiêm tinh học cố gắng giải thích cho những thất bại này rằng để tạo ra một lá số tử vi là rất khó (sau khi tổng hợp lại thực tế rằng những lá số tử vi bao quát lại dẫn đến một tiên đoán khác)
Hơn nữa, trong mắt Kuhn, chiêm tinh học không phải là khoa học bởi vì nó dường như luôn giống với y học trung cổ; chúng luôn tuân theo những chuỗi quy luật và hướng chúng tới những lịch vực dường như cần thiết nhưng thiếu sót, tuy nhiên họ lại không nghiên cứu vì các lĩnh vực này không tuân theo sự nghiên cứu,:8 và vì thế, "không có câu đố nào cần lời giải cho nên cũng không có khoa học nào để nghiên cứu.":8:401
Trong khi một nhà thiên văn có thể sửa chữa những thất bại thì một nhà chiêm tinh lại không thể. Một nhà chiêm tinh chỉ có thể giải thích những thất bại nhưng không thể sửa lại những giả thuyết chiêm tinh một cách có ý nghĩa. Đối với Kuhn, cho dù những vì sao có thể ảnh hưởng tới cuộc đời con người thì chiêm tinh học cũng không phải khoa học.:8

### Quá trình, thử nghiệm và sự nhất quán
Nhà triết học Paul Thagard tin rằng chiêm tinh học không thể được đánh giá bởi sự giả mạo trong hoàn cảnh này cho đến khi nó được thay thế bởi một người kế nhiệm. Trong trường hợp tiên đoán hành động thì tâm lý chỉ là tương đối.:228 Theo Thagard thì một tiêu chí nữa trong ranh giới của khoa học và giả khoa học chính là trạng thái tiến cấp của nghệ thuật và cộng đồng các nhà nghiên cứu nên cố gắng để so sánh các học thuyết hiện tại để thay thế, và không được "chọn lọc trong việc cân nhắc xác nhận hoặc không xác nhận".:227–228
Tiến cấp ở đây được định nghĩa là giải thích các hiện tượng và giải quyết các vấn đề đang tồn tại, việc chiêm tinh học thất bại trong việc tiến cấp chỉ có một sự thay đổi rất nhỏ cho tới gần những năm 2000.:228:549 Theo Thagard, các nhà chiêm tinh học hành động như tham gia vào khoa học thông thường tin rằng nền móng của chiêm tinh học đã được thành lập mặc dù có "rất nhiều vấn đề chưa được giải quyết" dưới một dạng học thuyết thay thế tốt hơn (Tâm lý học). Vì lý do này mà Thagard xem chiêm tinh học như giả khoa học:228
Theo Thagard, chiêm tinh học không nên được coi là giả khoa học vì những thất bại của Gaquelin để tìm ra bất kì mối tương quan nào giữa các dấu hiệu chiêm tinh học đa dạng và sự nghiệp của một người, các cặp song sinh không thể hiện sự liên quan như mong đợi từ việc sở hữu những dấu hiệu giống nhau trong nghiên cứu các cặp song sinh, sự thiếu thống nhất trong các dấu hiệu của các hành tinh được khám phá ra từ thời kì Ptolem và những thảm họa quy mô lớn quét qua các các nhân với các dấu hiệu rất khác nhau tại cùng một thời điểm.:226–227 Hơn nữa, phân định ranh giới khoa học yêu cầu ba trọng tâm riêng biệt: "học thuyết, cộng đồng [và] bối cảnh lịch sử".
Mặc dù xác minh và giả định tập trung vào các học thuyết, các nghiên cứu của Kuhn lại tập trung vào bối cảnh lịch sử, nhưng dù sao thì cộng đồng chiêm tinh học cũng cần được xem xét. Dù sao họ cũng đã::226–227
- Tập trung vào so sánh các phương pháp tiếp cận của họ tới người khác
- Có một cách tiếp cận phù hợp
- Cố gắng giả định học thuyết của họ qua các thí nghiệm

Trong cách tiếp cận này, sự giả định thực sự cần hơn là sửa đổi một học thuyết để tránh sự giả định thực sự chỉ xảy ra khi một học thuyết thay thế được đề ra.:228

### Sự phi lý
Đối với nhà triết học Edward W. James, chiêm tinh học phi lý không phải bởi vì đa số những vấn đề với cơ chế và giả định bởi các thí nghiệm mà bởi sự phân tích văn học chiêm tinh cho thấy nó được lan truyền với logic giả định và lý luận kém.:34
Những lý luận nghèo nàn này bao gồm cả sự biện luận của các nhà chiêm tinh học ví dụ như Kepler trong bất kì sự liên quan nào tới các chủ đề hay lý do cụ thể nào cũng như các kết luận mơ hồ. Kết luận với bằng chứng của chiêm tinh học rằng những người được sinh ra "cùng một địa điểm có cuộc sống rất giống nhau" thực sự mơ hồ, đồng thời sự bỏ qua rằng thời gian chính là hệ quy chiếu phụ thuộc và không thể được định nghĩa là "cùng một địa điểm" mặc dù các hành tinh chuyển động theo hệ quy chiếu của hệ Mặt trời. Một số ý kiến khác của các nhà chiêm tinh học lại dựa trên hang loạt những giải thích sai lầm nghiêm trọng về quy tắc vật lý cơ bản, ví dụ như một nhà chiêm tinh đã kết luận rằng hệ Mặt trời trông giống như một nguyên tử. Hơn nữa, James cũng lưu ý rằng phản biện của chiêm tinh học cũng dựa trên những logic thất bại, ví dụ như tuyên bố sau khu nghiên cứu sự trùng hợp các cặp song sinh là do chiêm tinh học, nhưng bất kì sự khác biệt nào thì lại do "di truyền và môi trường", trong khi đối với các nhà chiêm tinh khác, vấn đề này quá khó khăn và họ chỉ muốn xoay quanh vấn đề chiêm tinh của họ.:32 Hơn nữa, với các nhà chiêm tinh, nếu có gì đó có lợi cho họ, họ sẽ bám vào nó như một bằng chứng, trong khi đó lại không cố gắng khám phá ý nghĩa của nó, dứt khoát chỉ tham khảo những mục có lợi cho mình, các khả năng không tạo điều kiện thuận lợi cho chiêm tinh học gần như đều bị bỏ qua.:33

### Phân định của Quinean
Từ mạng lưới kiến thức của Quinean, có một sự phân định rõ ràng mà một người hoặc là phủ nhận hoặc chấp nhận chiêm tinh học và phủ nhận tất cả các quy luật khoa học khác không phù hợp với chiêm tinh học.:24

## Thí nghiệm chiêm tinh học
Các nhà chiêm tinh học thường tránh đưa ra các tiên đoán có thể kiểm chứng, thay vào đó lại dựa trên các tiên đoán mơ hồ để họ tránh sự giả định.:48–49 Trải qua hàng thế kỉ thí nghiệm, những tiên đoán của các nhà chiêm tinh học không có gì khác hơn là một cơ hội được mong đợi. Một phương pháp tiếp cận được dung trong thí nghiệm chiêm tinh đa số đều thông qua những kinh nghiệm mù quáng. Khi các tiên đoán cụ thể của các nhà chiêm tinh học được kiểm tra bằng những thí nghiệm khắt khe của Carlson, tất cả đều trở thành giả định. Tất cả các thí nghiệm được kiểm soát đều thất bại vì không đưa ra được bất kì hiệu quả nào.:24

### Thí nghiệm của Carlson
Biểu đồ thích hợp các thí nghiệm hai điểm mù trong đó có 28 nhà chiêm tinh học đồng ý ghép hơn 100 bảng ngày sinh với hồ sơ tâm lý được tạo ra bởi các thí nghiệm của Kho lưu trữ tâm lý California (California Psychological Inventory – CPI) là một trong những thử nghiệm nổi tiếng nhất về chiêm tinh học và được công bố trên một tạp chí uy tín, Nature.:67 Thí nghiệm hai điểm mù giúp loại bỏ sự thiên vị từ những nghiên cứu, bao gồm thiên vị từ những người tham gia và những người thực hiện nghiên cứu.:67 Phương pháp thí nghiệm được sử dụng trong nghiên cứu của Carlson đã thống nhất bởi một nhóm các nhà vật lý và các nhà chiêm tinh trước khi thí nghiệm. Các nhà chiêm tinh được đề cử bởi Hội đồng Nghiên cứu Geocosmic, đóng vai trò như những cố vấn chiêm tinh học giúp chắc chắn và đồng thuận rằng thí nghiệm này là công bằng.:117:420 Họ cũng chọn 26 người trong 28 nhà chiêm tinh học cho thí nghiệm, hai người còn lại tình nguyện cho các thí nghiệm tiếp theo.:420 Những nhà chiêm tinh đến từ châu Âu và Mỹ. Các nhà chiêm tinh học giúp lập ra các vị trí trung tâm của tử vi được thí nghiệm.:419 Công bố trên Nature năm 1985, nghiên cứu tìm ra rằng các tiên đoán dựa trên tử vi chỉ là những cơ hội và thử nghiệm này đã "bác bỏ hoàn toàn giả thuyết chiêm tinh."

### Dean và Kelly
Nhà khoa học và cựu chiêm tinh học Geoffrey Dean và nhà tâm lý học Ivan Kelly thực hiện một các thí nghiệm khoa học quy mô lớn, liên quan đến hơn một trăm nhận thức, hành vi, thể chất và các biến số, nhưng không tìm thấy sự hỗ trợ nào cho chiêm tinh học. Một nghiên cứu sâu hơn tham gia bởi 45 nhà chiêm tinh học tự tin, với số năm kinh nghiệm trung bình là 10 năm và 160 chuyên đề thí nghiệm (vượt hơn so với quy mô 1198 chuyên đề thí nghiệm), những người ủng hộ mạnh mẽ cực độ các đặc điểm tính cách trong Trắc nghiệm tính cách của Eysenck.:191 Các nhà chiêm tinh thể hiện tệ hơn nhiều so với tiên đoán dựa vào tuổi cá nhân một cách đơn thuần và thậm chí còn tồi hơn 45 chủ đề kiểm soát bởi những người hoàn toàn không sử dụng bảng ngày sinh.:191

### Các thí nghiệm khác
Một phân tích tổng hợp đã được thực hiện từ hơn 40 nghiên cứu của 700 nhà chiêm tinh học và hơn 1000 biểu đồ sinh. 10 trong số các thí nghiệm, tham gia với tổng số 300 người, khi các nhà chiêm tinh phải lựa chọn bảng biểu chính xác ngoài con số của những người khác mà không phải các biểu đồ chiêm tinh có giải thích đúng. Khi ngày tháng và các đầu mối có thể nhìn thấy được gỡ bỏ, không có dấu hiệu nào được tìm thấy chỉ ra rằng có một biểu đồ hợp lý hơn.:190
Trong 10 nghiên cứu, những người tham gia lập lá số tử vi mà người đó cảm thấy miêu tả chính xác, với một câu trả lời "chính xác". Một lần nữa kết quả cho thấy chiêm tinh học chỉ là một cơ hội.:66–67
Trong một nghiên cứu năm 2011 thiết lập với những người sinh cách nhau không quá 5 phút ("thời gian sinh đôi") để tìm ra liệu có bất kì hiệu ứng nào rõ rệt không, tuy nhiên không có bất cứ hiệu ứng nào được tìm thấy.:67
Nhà định lượng xã hội học David Voas kiểm tra các dữ liệu điều tra dân số của hơn 20 triệu người dân Anh và xứ Wales để xem có các dấu hiệu của các chòm sao trùng khớp trong dàn xếp hôn nhân hay không. Cũng không dấu hiệu nào được tìm thấy.:67

### Hiệu ứng Sao Hỏa

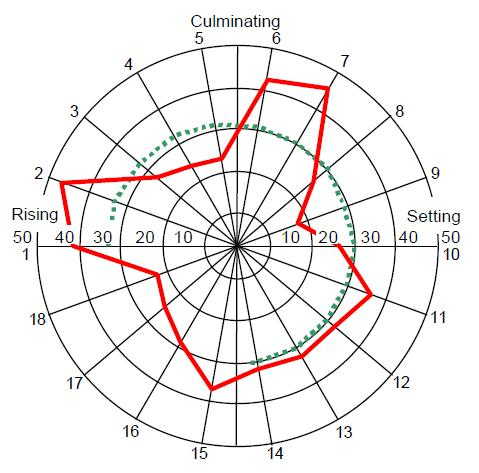

Năm 1995, nhà chiêm tinh học và tâm lý học Michel Gauquelin tuyên bố rằng mặc dù thất bại trong việc tìm các bằng chứng hỗ trợ cho các dấu hiệu cung hoàng đạo và khía cạnh về hành tinh trong chiêm tinh học, ông ấy đã tìm ra một mối tương quan tích cực giữa vị trí ngày của các hành tinh và sự thành công trong sự nghiệp (ví dụ như bác sĩ, nhà khoa học, vận động viên, diễn viên, nhà văn, họa sĩ, v.v...), điều mà truyền thống chiêm tinh liên kết với các hành tinh. Phát hiện nổi tiếng nhất của Gauquelin dựa trên vị trí của sao Hỏa trong bảng tử vi của các vận động viên thành công và được biết đến với cái tên "Hiệu ứng sao Hỏa".:213 Một nghiên cứu tiến hành bởi 7 nhà khoa học Pháp cố gắng để tái tạo kết quả nghiên cứu, nhưng không tìm thấy bằng chứng thống kê.:213–214 Họ cho rằng hiệu ứng này chỉ là sự thiên vị của Gauquelin, cáo buộc ông cố gắng thuyết phục họ để thêm hoặc xóa tên từ nghiên cứu của họ.
Geoffrey Dean cho rằng hiệu ứng có thể do sự khai báo ngày sinh của cha mẹ họ chứ không có bất kì vấn đề nào với nghiên cứu của Gauquelin. Giả thuyết cho rằng các cặp cha mẹ có con nhỏ có thể làm thay đổi ngày giờ sinh để có một bản tử vi tốt hơn liên quan đến nghề nghiệp. Mẫu thí nghiệm thu thập từ thời điểm mà niềm tin vào chiêm tinh còn phổ biến. Gauquelin đã thất bại khi tìm ra hiệu ứng Sao Hỏa trong dân số hiện tại, khi mà các bác sĩ và y tá ghi chép lại thông tin ngày sinh. Số lượng các ngày sinh dưới các điều kiện chiêm tinh học không mong muốn cũng dần giảm đi, càng chứng minh một cách rõ ràng rằng các phụ huynh đã chọn ngày và giờ phù hợp với tín ngưỡng của họ.:116

## Trở ngại trong lập luận
Ngoài những thử nghiệm khoa học về chiêm tinh đã thất bại, chiêm tinh học còn phải đối mặt với những trở ngại khác do những sai sót trong lý thuyết chiêm tinh học:62:24 bao gồm sự thiếu nhất quán, thiếu khả năng dự đoán sự biến mất của các hành tinh, thiếu sự liên kết giữa cung hoàng đạo với các chòm sao và thiếu cơ chế chính thống. Các nền tảng của chiêm tinh học dường như có xu hướng bất đồng với đa số nguyên tắc khoa học cơ bản.:24

### Thiếu tính thống nhất
Thử nghiệm về tính hợp lệ của chiêm tinh học có thể gặp khó khăn vì không có sự thống nhất giữa các nhà chiêm tinh trong đinh nghĩa chiêm tinh học hoặc những gì có thể dự đoán.:83 Dean và Kelly ghi chép lại 25 nghiên cứu cái mà đã cho thấy rằng mức độ đồng thuận giữa các nhà chiêm tinh học đã được đo lường là thấp hơn 0,1.:66 Đa số các nhà chiêm tinh chuyên nghiệp được trả tiền để dự đoán tương lai hoặc miêu tả tính cách và cuộc sống, tuy nhiên các lá số tử vi chỉ đưa ra các kết luận mơ hồ có thể áp dụng cho hầu hết mọi người.:83
Georges Charpak và Henri Broch xử lý các kết luận từ chiêm tinh học Phương Tây trong cuốn sách mang tên Debunked! ESP, Telekinesis, and other Pseudoscience. Họ chỉ ra rằng các nhà chiêm tinh học chỉ có một lượng kiến thức nhỏ về thiên văn và họ không thường xuyên đưa các đặc trưng cơ bản như sự tiến động của các phân điểm, thường thay đổi theo vị trí của Mặt trời theo thời gian. Họ đưa ra ý kiến về thí nghiệm của Elizabeth Teissier người kết luận rằng "mặt trời dừng lại tại cùng một điểm trên bầu trời vào cùng một ngày mỗi năm" như một kết luận cơ bản rằng hai người có cùng ngày sinh nhưng khác năm sinh sẽ cùng chịu ảnh hưởng bởi các hành tinh giống nhau. Charpak và Broch lưu ý rằng "có sự khác biệt khoảng hai mươi hai nghìn dặm giữa vị trí của trái đất vào mỗi một ngày cụ thể trong 2 năm liên tiếp" và vì thế họ không thể cùng chịu ảnh hưởng giống nhau theo như chiêm tinh học. Sau định kì mỗi 40 năm sẽ sự cách biệt có thể lớn hơn 780.000 dặm.:6–7

### Thiếu tính vật lý cơ bản
Edward W. James bình luận rằng gắn các dấu hiệu với các chòm sao trên thiên cầu khi Mặt trời lặn đã được hoàn thiện như một yếu tố cơ bản của con con người, thứ mà các nhà chiêm tinh không muốn thoát ra khỏi nó, và thời điểm chính các của giữa trưa là rất khó nhận biết. Hơn nữa, sự sáng tạo ra cung hoàng đạo và mất kết nối từ những chòm sao là do Mặt trời không chiếu lên các chòm sao cùng một lượng thời gian.:25 Sự mất kết nối này của các chòm sao dẫn đến vấn đề với sự tiến động tách biệt biêu tượng của các cung hoàng đạo từ các chòm sao mà chúng từng liên quan tới.:26 Nhà khoa học vật lý Massimo Pigliucci phát biểu về sự chuyển động: "Tôi tự hỏi rằng biểu tượng nào tôi nên tìm ra khi mở trang báo ngày Chủ nhật?":64
Cung hoàng đạo vùng nhiệt đới không liên kết với các ngôi sao và cho đến khi có kết luận rằng bản thân những chòm sao có liên kết với dấu hiệu, những nhà chiêm tinh học tránh né định nghĩa rằng những tiến động dường như di chuyển các chòm sao vì họ không tham khảo chúng. Charpak vào Broch cũng lưu ý rằng chiêm tinh học dựa trên các cung hoàng đạo nhiệt đới giống như là "một chiếc hộp rỗng không liên quan và không có bất kì sự nhất quán hay tương ứng nào với các ngôi sao". Chỉ có duy nhất cách sử dụng của cung hoàng đạo nhiệt đới là không thông nhất với những tham khảo đã được tạo ra bởi các nhà thiên văn học theo thời gian của cung Bảo Bình, cách tính dựa trên thời điểm mà mùa Xuân bắt đầu đi vào chòm sao Bảo Bình.

### Thiếu sức mạnh tiên đoán

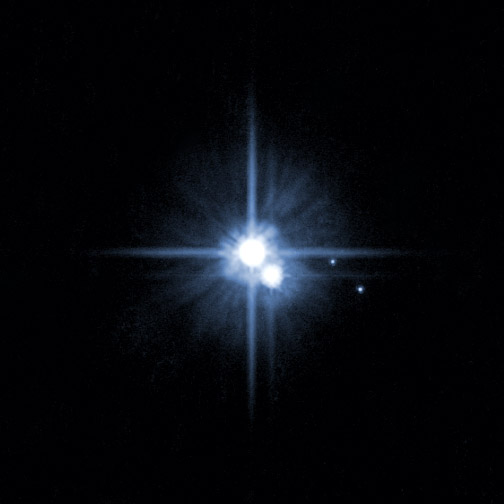

Một số nhà chiêm tinh học cho rằng vị trí của tất các hành tinh cần được xác định, nhưng họ đã không có khả năng tiên đoán được sự tồn tại của Hải Vương Tinh bởi sự sai lầm của tử vi. Thay vào đó, Hải Vương Tinh đã được dự đoán bằng việc sử dụng định luật vạn vật hấp dẫn của Newton. Liên kết giữa Thiên Vương tinh, Hải vương tinh và Diêm vương tinh đã được chiêm tinh học thực hiện giải thích trên cơ sở đặc biệt.
Về việc giáng chức Diêm Vương Tinh trở thành một Hành tinh lùn, Philip Zarka của Đài quan sát Paris tại Meudon nước Pháp nghi ngờ về cách mà các nhà chiêm tinh học sẽ phản ứng.
Liệu các nhà chiêm tinh học có nên loại nó ra khỏi danh sách các thiên thể phát sáng [Mặt trời, Mặt Trăng và 8 hành tinh khác ngoài Trái Đất] và thừa nhận rằng nó không thực sự mang đến bất kì tiến triển nào. Nếu họ giữ nó lại, còn danh sách các phát hiện về các thiên thể tương tự vẫn đang tiếp tục phát triển (Sedna, Quaoar, v.v.), thậm chí một số chúng còn có các vệ tinh (Xena, 2003EL61) sẽ thế nào? 

### Thiếu cơ chế hoạt động
Chiêm tinh học bị phê phán vì thất bại trong việc đưa ra các cơ chế vật lý liên kết giữa các chuyển động của các thiên thể với các tác động có mục đích của chúng trên hành vi con người. Trong một bài diễn thuyết năm 2001, Stephan Hawking tuyên bố "Lý do mà đa số các nhà khoa học không tin vào chiêm tinh là vì nó không nhất quán với học thuyết đã được thử nghiệm nhiều lần của chúng tôi". Vào năm 1975, trong bối cảnh sự quan tâm tới chiêm tinh học ngày càng tăng mức độ phổ biến, tạp chí The Humanist trình bày một phản bác chiêm tinh học trong tuyên bố chung bởi Bart J. Bok, Lawrence E. Jerome và Paul Kurtz. Tuyên bố được mang tên "Phản đối chiêm tinh học" đã được ký bởi 186 nhà thiên văn học, vật lý học và các nhà khoa học hàng đầu của thời đại. Họ nói rằng không có bất kì nền tảng mang tính khoa học nào cho các giáo lý chiêm tinh học và cảnh báo công chúng không được nhận lời khuyên của các chiêm tinh học một cách vô điều kiện. Những phê phán của họ tập trung vào thực tế là không có cơ chế nào để chiêm tinh học có thể xảy ra:
Chúng ta có thể thấy sức hấp dẫn của các vật thể siêu nhỏ và những hiệu ứng khác được tạo ra bởi khoảng cách các hành tinh và xa hơn là khoảng cách những vì sao. Nó đơn thuần là một tưởng tượng sai lầm khi cho rằng các lực tác động bởi các ngôi sao và hành tinh tại thời điểm chúng ta sinh ra bằng cách nào đó định hình được tương lai của chúng ta.

Nhà thiên văn học Carl Sagan từ chối ký vào tuyên bố. Sagan nói rằng ông ấy đứng trên lập trường này không phải vì chiêm tinh học có giá trị mà bởi ông ấy nghĩ luận điệu trong tuyên bố này là độc tài và từ chối chiêm tinh học bởi vì không có cơ chế hoạt động (trong khi "chắc chắn có điểm liên quan") không phải là lý lẽ thuyết phục. Trong một bức thư được công bố trong số tiếp theo của tạp chí The Humanist, Sagan khẳng định rằng ký vào bản tuyên ngôn mà trong đó miêu tả và bác bỏ những nguyên lý cơ bản của niềm tin chiêm tinh. Theo ông, điều này thuyết phục hơn và ít gây tranh cãi hơn.
Việc dùng các hình ảnh thơ mộng để định nghĩa thế giới Vĩ mô và Vi mô, ví dụ như mẫu câu "trên sao, dưới vậy" được định nghĩa bởi Edward W. James rằng "Ở trên sao Hỏa màu đỏ, thì dưới Sao Hỏa cũng là máu và chiến tranh" chính là một nguyên nhân gây ra sai lầm.:26
Nhiều nhà chiêm tinh cho rằng chiêm tinh học chính là khoa học. Nếu có ai đó nỗ lực thử giải thích nó một cách khoa học, thì chỉ có bốn yêu tố cơ bản (một cách thông thường), hạn chế sự lựa chọn của cơ chế khả năng tự nhiên.:65 Nhiều nhà chiêm tinh học đề cập đến các tác nhân thông thường như điện từ hay trọng lực. Sức mạnh của những lực này sẽ giảm dần theo khoảng cách.:65 Các nhà khoa học bác bỏ những cơ chế đề xuất này vì tính phi lý của nó, ví dụ như từ trường, khi được đo từ Trái đất thì từ trường của Sao Mộc—do khoảng cách quá lớn—còn xa và nhỏ hơn từ trường tạo ra từ các thiết bị gia dụng. Nhà thiên văn học Phil Plait lưu ý về cường độ từ trường, Mặt trời là vật thể duy nhất với một trường điện từ đáng kể, nhưng chiêm tinh lại không chỉ dựa vào Mặt trời.:65 Trong khi đó các nhà chiêm tinh thử gợi ý một yếu tố thứ năm, điều này không đồng nhất với xu hướng của vật lý trong sự thống nhất của điện từ và lực yếu vào lực điện. Nếu các nhà chiêm tinh học khăng khăng bất đồng với những yếu tố cơ bản đã được hiểu và chứng minh thì nó có thể là một khẳng định đặc biệt.:65 Nó cũng bất đồng với những lực cũng giảm dần theo khoảng cách khác.:65 Nếu khoảng cách là phi lý, thì tất cả các vật thể trong vũ trụ đều cần phải xem xét.:66
Carl Jung luôn săn tìm sự đồng bộ, tuyên bố rằng hai sự kiện có một loại liên kết nhân quả nào đó, để giải thích cho sự thiếu thông số kết quả thống kê đáng kể về chiêm tinh học từ một nghiên cứu ông đã thực hiện. Tuy nhiên, tính đồng bộ không được coi là có thể thử nghiệm cũng như giả định. Nghiên cứu sau đó bị chỉ trích nặng nề vì những mẫu vật không ngẫu nhiên của nó và cách sử dụng các thông số cũng như sự thiếu nhất quán với chiêm tinh học.

## Tâm lý học
Nhận định thiên vị được khẳng định là hiện tượng tâm lý góp phần làm nên niềm tin vào chiêm tinh.:344:180–181:42–48 Nhận định thiên vị là một dạng sai lầm về nhận thức.:553
Theo các tài liệu, những người tin vào chiêm tinh học thường có xu hướng ghi nhớ một cách có chọn lọc các dự đoán trở thành sự thực và quên đi các dự đoán sai. Ngoài ra, một dạng của nhận định thiên vị chính là đóng vai, khi mà những người mê tín thường thất bại trong việc phân biệt các thông điệp để chứng minh những khả năng đặc biệt và những thông điệp không chứng minh khả năng đó.:180–181
Vì thế tồn tại hai dạng của nhận định thiên vị được nghiên cứu liên quan đến niềm tin vào chiêm tinh.:180–181
Hiệu ứng Barnum là xu hướng mà mỗi cá nhân đưa ra một đánh giá có độ chính xác cao để miêu tả tính cách của cá nhân mà họ cho là đặc biệt phù hợp với mình, nhưng sự thật lại mơ hồ và chung chung có thể áp dụng cho nhiều người. Nếu yêu cầu nhiều thông tin hơn cho một dự đoán, thì có càng nhiều người tin vào kết quả.:344
Năm 1949, Bertram Forer thực hiện một thí nghiệm tính cách cá nhân với các sinh viên trong lớp của ông.:344 Mỗi sinh viên nhận một đánh giá cá nhân được cho là khách quan, nhưng thực ra tất cả đều nhận được cùng một nhận xét. Miêu tả tính cách cá nhân được lấy từ một cuốn sách chiêm tinh học. Khi những sinh viên được yêu cầu bình luận về độ chính xác của bài kiểm tra, hơn 40% cho điểm tối đa 5 trên 5 và tỉ lệ trung bình là 4,2.:134, 135 Kết quả của nghiên cứu này nhân rộng ra các sinh viên khác.:382
Nghiên cứu về hiệu ứng Barnum/Forer tập trung chủ yếu vào mức độ chấp nhận đối với cung hoàng đạo giả và từ vi chiêm tinh học giả.:382 Những người được nhận các đánh giá tính cách cá nhân không thể phân biệt miêu tả tính cách thông thường và bất thường.:383 Trong nghiên cứu của Paul Rogers và Janice Soule (2009), với sự nhất quán cùng các nghiên cứu trước đó về vấn đề này, đã chỉ ra rằng những người tin vào chiêm tinh học thường dễ đặt lòng tin tới hồ sơ Barnum hơn là những người hoài nghi nó.:393
Bằng một quá trình gọi là tự thuật, nó được thể hiện trong nhiều nghiên cứu rằng các cá nhân với các kiến thức về chiêm tinh học có xu hướng miêu tả tính cách cá nhân tương ứng với các tín hiệu chiêm tinh học. Hiệu quả tăng lên khi các cá nhân nhận thức rằng sự mô tả tính cách được dùng để thảo luận về chiêm tinh học. Các cá nhân, những người không quen thuộc với chiêm tinh lại không có xu hướng như vậy.

## Xã hội học
Năm 1953, nhà xã hội học Theodor W. Adorno tiến hành một nghiên cứu về mục chiêm tinh trên một tờ báo Los Angeles như là một phần của dự án nghiên cứu văn hóa đại chúng trong xã hội tư bản chủ nghĩa.:326 Adorno tin rằng chiêm tinh phổ biến như một công cụ luôn dẫn dắt tới các tuyên bố phù hợp đáng được khích lệ—và các nhà chiêm tinh học, những người đi ngược lại với tuyên bố không khích lệ thể hiện trong công việc v.v—gặp nguy cơ bị mất việc.:327 Adorno kết luận chiêm tinh học là một biểu hiện quy mô lớn của hệ thống phi lý hóa, mà nó nhìn chung lại tâng bốc và làm cho cá nhân mơ hồ, khiến họ tin rằng tác giả đang hướng dẫn họ một cách trực tiếp. Adorno đưa ra sự so sánh với thành ngữ "opium of the people", viết bởi Karl Marx bằng một bình luận "thuyết huyền bí chính là siêu hình của rượu.":329
Cân bằng sai lầm là nơi mà một điểm nhìn sai lệch, không được chấp nhận hoặc bị giả mạo đi cùng với các điểm nhìn hợp lý trong các báo cáo truyền thông và TV và kết quả cân bằng sai lầm chỉ ra rằng "có hai vế cân bằng của một câu chuyện khi mà không có sự rõ ràng". Trong một chương trình của đài BBC, Wonders of the Solar System, nhà vật lý Brian Cox đã nói "mặc dù sự thật chiêm tinh học là một mớ rác rưởi, thì Sao Mộc vẫn, trong thực tế, tác động lên hành tinh của chúng ta. Và thông qua một lực... chính là Trọng lực". Điều này làm phiền lòng những người tin tưởng vào chiêm tinh học và họ phàn nàn rằng chẳng có nhà chiêm tinh học nào cung cấp những điểm nhìn tương đối cả. Sau những phàn nàn của những người tin tưởng vào chiêm tinh học, Cox đưa ra tuyên bố trên kênh BBC: "Tôi xin lỗi cộng đồng chiêm tinh học vì đã không làm rõ ý của mình. Tôi đáng lẽ phải nói rằng trong thời đại mới này những chuyện vô vị mới là thức phá hoại cấu trúc của nền văn minh chúng ta". Trong chương trình Stargazing Live, Cox bình luận sâu hơn khi nói rằng: "Nếu bạn quan tâm tới sự cân bằng trên BBC, thì vâng, chiêm tinh học là vô nghĩa". Trên một phiên bản của tạp chí y tế BMJ, biên tập viên Trevor Jackson trích dẫn sự việc này là nơi biểu hiện của cân bằng sai lầm.
Các nghiên cứu và thăm dò cho thấy rằng niềm tin vào chiêm tinh học ở các nước phương Tây cao hơn so với dự kiến. Năm 2012, trong một cuộc thăm dò có 42% người Mỹ nói rằng họ nghĩ rằng chiêm tinh ít nhất có phần nào đó là khoa học.:7/25 Niềm tin này giảm dần theo học thức và học thức liên quan chặt chẽ với mức độ kiến thức khoa học.:345
Một số báo cáo về mức độ niềm tin là do sự nhầm lẫn giữa chiêm tinh học và thiên văn học (một nghiên cứu khoa học về các thiên thể). Sự giống nhau của hai từ này phụ thuộc vào ngôn ngữ.:344, 346 Một miêu tả đơn giản về chiêm tinh học trong một thăm dò năm 1992 như "ảnh hưởng huyền bí của các ngôi sao, các hành tinh, vân vân lên con người" không cho thấy nhận xét chung của công chúng về việc chiêm tinh học có phải là khoa học hay không. Điều này một phần là do sự ngầm hiểu của đa số công chúng cho rằng bất cứ từ nào kết thúc với đuôi "ology" đều là một lĩnh vực kiến thức chính thống.:346 Trong Eurobarometers 224 và 225 thực hiện năm 2004, một cuộc điều tra riêng lẻ được diễn ra về sự nhầm lẫn ngôn ngữ. Trong cuộc thăm dò, từ "astrology" (chiêm tinh học) đã được sử dụng, mặt khác từ "horoscope" (tử vi) cũng xuất hiện.:349 Niềm tin rằng chiêm tinh học có ít nhất một phần là khoa học lên tới 76%, nhưng niềm tin rằng tử vi có ít nhất một phần là khoa học chỉ đạt 43%. Đặc biệt, niềm tin chiêm tinh học rất khoa học là 26% trong khi đó chỉ số này với tử vi là 7%.:352 Điều này chỉ ra rằng mức độ ủng hộ cho chiêm tinh học tại EU thực sự do sự nhầm lẫn về thuật ngữ.:362

## Lưu ý
1. ↑  Mức độ tự tin do các nhà chiêm học tự đánh giá.
2. ↑  Cùng được đề cập đến trong Martens, Ronny; Trachet, Tim (1998). Making sense of astrology. Amherst, N.Y.: Prometheus Books. ISBN 1-57392-218-8.
3. ↑  Giới xã hội học thường xem 0,8 là mức không đáng tin cậy[10]:66
4. ↑  Jung khẳng định điều này, dù biết kết quả không có ý nghĩa thống kê.[38]